# Ga Minh Đức
Ga tàu điện ngầm Đài Bắc Minh Đức (tiếng Hoa phồn thể: 捷運明德站) nằm ở quận Bắc Đầu (北投區) Đài Bắc, Đài Loan. Nhà ga nằm trên Tuyến Đạm Thủy, hay còn được biết đến như "tuyến đỏ". Nó còn là một điểm trung chuyển xe buýt giữa Thiên Mục (天母) và công viên quốc gia Dương Minh Sơn (陽明山).

## Tổng quan

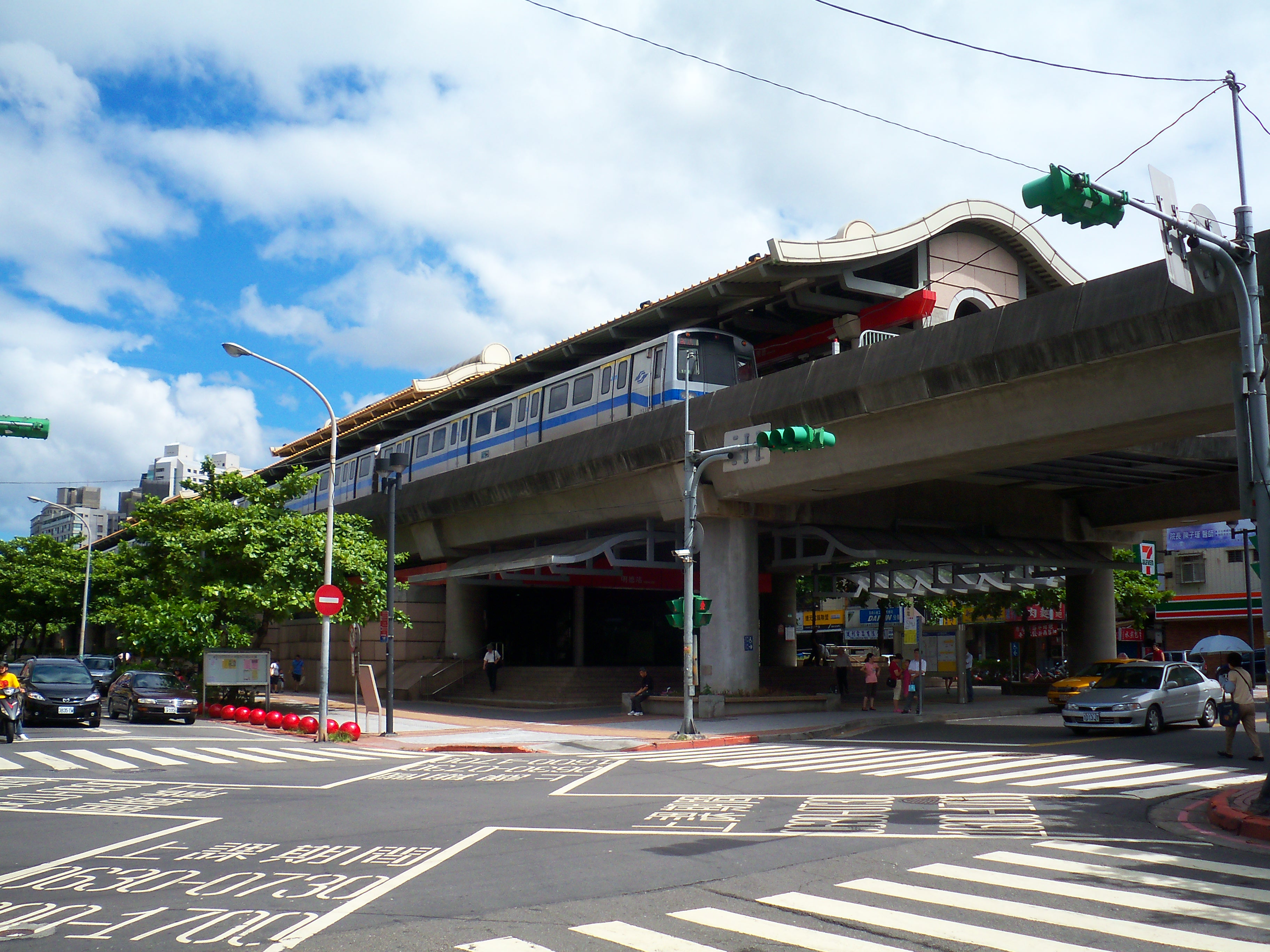
Bên ngoài ga Minh Đức.

Gồm 2 tầng, ga nằm ở tầng trên cùng với một ke ga và một lối thoát, nằm giữa đường Đông Hoa (東華路) và đường Tây An (西安路) đoạn giữa của đường Minh Đức (明德路).
Ban đầu, nó được đặt tên là "Ga Tianmu," nhưng sau đó được đổi lại trước khi mở cửa vào 28 tháng 3 năm 1997.

## Bố trí ga
| 2F       | Ke ga 1                      | ← Tuyến Đạm Thủy-Tín Nghĩa hướng đi Đạm Thủy / Bắc Đầu (R19 Thạch Bài)                            |
| 2F       | Ke ga, cửa sẽ mở từ bên trái |                                                                                                   |
| 2F       | Ke ga 2                      | → Tuyến Đạm Thủy-Tín Nghĩa hướng đi Núi Tượng / Đại An (R17 Trí Sơn) →                            |
| Đường đi | Phòng chờ                    | Lối thoát đến trường học, hành lang, quầy thông tin, quầy vé tự động, soát vé 1 chiều Nhà vệ sinh |

## Thời gian
Thời gian của chuyến tàu đầu tiên và cuối cùng tại ga Minh Đức  như sau:
| Địa điểm                   | Chuyến đầu tiên            | Chuyến đầu tiên            | Chuyến cuối cùng           |
| Địa điểm                   | Thứ 2 − Thứ 6              | Thứ 7 − Chủ nhật           | Ngày thường                |
| - Tuyến Đạm Thủy-Tín Nghĩa | - Tuyến Đạm Thủy-Tín Nghĩa | - Tuyến Đạm Thủy-Tín Nghĩa | - Tuyến Đạm Thủy-Tín Nghĩa |
| -------------------------- | -------------------------- | -------------------------- | -------------------------- |
| R28 Đạm Thủy               | 06:05                      | 06:05                      | 00:52                      |
| R02 Núi Tượng              | 06:01                      | 06:01                      | 00:24                      |